# Тачка (знак)
Тачка [.] је интерпункцијски знак. Ставља се на крају потврдних и одричних реченица, те означава њихов крај.

## Употреба[1]

### Реченице
Тачком се означава крај просте, потврдне или одричне реченице:
- Авион лети.
- Данас је падала киша.
- Он није запослен.

Тачка се не ставља на крај упитне или узвичне реченице, као нити на крај реченице прекинуте тротачком (изузетак је навођење примера‐реченица унутар једне реченице као и низање јединица набрајања једне испод друге тако да нису одвојене зарезом или тачком‐зарезом):
- Када ћеш доћи?
- Напиши му писмо!
- Желели су ту победу, надали се, али…
- Примери изјавне, упитне и узвичне реченице којих разликује само интерпункцијски знак су: Ти читаш., Ти читаш?, Ти читаш!.
- После изјавне реченице се ставља тачка, после упитне упитник, а после узвичне узвичник: „Она долази.”; „Она долази?”; „Она долази!”.
- Четири основне гране биологије су:

а) ботаника
б) зоологија
ц) антропологија
д) микробиологија

### Скраћенице
Тачка (тзв. скраћеничка тачка) се пише иза неких скраћеница:
- г. (година, господин)
- п. н. е. (пре нове ере)
- нпр. (на пример)
- тј. (то јест)
- и др. (и друго)
- инж. (инжењер)
- итд. (и тако даље)
- неуоб. (неуобичајено)
- грч. (грчки)

Иза неких скраћеница се тачка не пише (нарочито иза свих верзалних):
- др (доктор)
- мр (магистар)
- гђа (госпођа)
- A (ампер)
- МС (Матица српска)
- УН (Уједињене нације)
- ТВ (телевизија)
- САД (Сједињене Америчке Државе)
- НС (Нови Сад)
- ЗНД (Заједница независних држава)
- СЦГ (Србија и Црна Гора)
- БГ (Београд)
- ПГ (Подгорица)

### Наслови
Тачка се не пише иза наслова (поднаслова, потписа под сликом и сл.), макар наслов био потпуна реченица:
- Иво Андрић
- „Башта сљезове боје”
- „Уздање није у неправди ни у било каквом световном господству”
- Сакупио и издао

### Бројеви
Тачка се пише иза редних бројева:
- 15. март 1991. године
- 2. час

Тачка се не пише иза редних бројева написаних арапским бројкама када се иза њих нађе други правописни знак (зарез, заграда, црта или који други):
- О томе ћете наћи информације на 119, 120, 121. и 122. страни.
- На неким спратовима (2, 4. и 5) су покварене електричне инсталације.
- На 10—15. километру ћеш угледати планинарски знак.
- Други светски рат (1939—1945)
- Скуп је одржан 15—18. јуна 2001, али је јавност о томе обавештена тек 18. јуна 2002.
- књиге објављене 1959, 1962, 1965. и 1966. год.

Тачка се не пише иза арапског броја који се може читати и као основни, а не само као редни број (најчешће кад се наводе бројке из набрајања и то иза именице која означава јединицу тог набрајања):
- у тачки 18 и 21а приручника
- исправити грешке у фуснотама 3, 6 и 7а и на стр. 29 и 32
- термин у чл. 59, 120, 150 и 151 Законика
- у свескама 3 и 4—5 часописа

Тачка се не пише иза бројева написаних римским бројкама (јер оне редовно означавају редни број):
- 15. III 1991. године
- XVI век

Тачка се не пише у четвороцифреним ознакама година (иза цифре која означава хиљаде):
- 1978. г.
- Иво Андрић (1892—1975)

### Библиографске јединице
Када се више чланова библиографске јединице (референци на Википедији, такође) пише један после другог, иза појединих делова се ставља тачка и сви се делови пишу великим почетним словом (за ову намену се такође може користити и зарез):
- Атиф Пуриватра. „Југословенска муслиманска организација у политичком животу Краљевине Срба, Хрвата и Словенаца”. Друго издање. Сарајево. Свјетлост. 1997.

### Слободан избор писања или неписања тачке
Писање или неписање тачке (уп. и уводну напомену) понекад зависи од врсте односно намене текста, међународних узуса, у појединим струкама и делатностима посебно (нпр. у природно-математичким и техничким наукама, у рачунарству, у лексикографији, статистици и сл.), потом од наше ортографске традиције и праксе у другим европским језицима.
Тако се могу писати без тачке и са тачком скраћенице писане малим словима („курентне скраћенице”) за називе мерних јединица у текстовима најшире опште намене (значи — не и у стручним текстовима), затим скраћенице за род у реченицама, понекад и граматички број (ради уштеде простора), у два‐три примера и иза слова у верзалним скраћеницама:
- или  (метар), km или km. (километар), cm или cm. (центиметар), g или g. (грам), kg или kg. (килограм), dag или dag. (декаграм), L или L. (литар), dL или dL. (децилитар), h или h. (час), kWh или kWh. (киловатчас), min или min. (минут), t или t. (тона), ha или ha. (хектар)
- П. С. / P. S. или ПС / PS (постскриптум / post scriptum), М. П. или МП (место печата)

Тачка се може писати да би се назначио троцифарски период арапских бројева који имају четири или више цифара (за ову намену се такође може користити и један размак, тј. белина):
- 4.589 или 4 589 (или 4589)
- 78.986.051 или 78 986 051 (или 78986051)